# Joan Navés i Janer
Joan Navés i Janer (Viladrau, 28 de gener de 1914 - Barcelona, 1 de gener de 1997) fou un futbolista català de la dècada de 1930 i destacat metge esportiu.

## Trajectòria
Jugava a la posició de porter. El 1936 fou fitxat pel RCD Espanyol procedent del FC Badalona però la Guerra Civil li impedí jugar molts partits amb el club. Durant la guerra exercí de metge a diversos hospitals com Manresa o Montserrat. El 1939 retornà a l'Espanyol, però el 1940 tornà a marxar per complir el servei militar a Màlaga, on jugà al CD Màlaga fins al 1942. Aquest mateix any es retirà del futbol en actiu per dedicar-se plenament a la tasca de metge. Fou el gran impulsor dels serveis mèdics de l'Espanyol durant la dècada dels 1940. A més fou director y fundador de la Mutualitat General Esportiva de Catalunya i fundador de l'Escola Catalana de Traumatologia de l'Esport el 1978. Fou el primer president de la Societat Espanyola del Genoll (1981-83). És l'autor del llibre Medicina del Deporte y Accidentes Deportivos (editorial Salvat, 1952) i La rodilla (editorial Salvat, 1959). És membre d'honor de la Federació Espanyol de Medicina de l'Esport.